# قسم بقمتش الريفي (مقاطعة تشناران)
قسم بقمتش الريفي (بالفارسية: دهستان بقمچ) هي منطقة ريفية تقع في قسم في إيران. يقدر عدد سكانها بـ 3,945 نسمة .